# Matías Paredes
Matías Enrique Paredes (1 de fevereiro de 1982) é um jogador de hóquei sobre grama argentino, campeão olímpico

## Carreira
Paredes integrou o elenco da Seleção Argentina de hóquei sobre grama, nas Olimpíadas de 2004, 2012 e 2016. No Rio 2016 sagrou-se campeão olímpico.